# La cetra
La cetra è una raccolta di dodici concerti composti da Antonio Vivaldi. Nell'intestazione originale, la dedica riporta il seguente testo:
La collezione, composta da 11 concerti per violino e un concerto per 2 violini, archi e basso continuo (il n. 9), fu pubblicata nel 1727 e dedicata all'imperatore Carlo VI d'Austria.
L'anno seguente, nel 1728, Vivaldi scrisse un'altra raccolta di 12 concerti i quali, per sconosciute ragioni, furono chiamati La cetra. Egli dedicò questa raccolta ancora a Carlo VI e diede a costui il manoscritto dei concerti. Probabilmente, non potendo consegnare all'imperatore austriaco una copia del manoscritto della Cetra Op. 9 a causa di un ritardo di stampa, decise di "improvvisare" una collezione di dodici suoi concerti, dando il nome Cetra anche a questi.
Tali concerti non furono mai pubblicati e in tempi moderni furono ricostruiti da Andrew Manze e dai The English Consort come Concerti per l'Imperatore.

## I concerti
- Concerto N° 1 in do maggiore, RV 181a

Allegro
Largo
Allegro
- Concerto N° 2 in la maggiore, RV 345

Allegro
Largo
Allegro
- Concerto N° 3 in sol minore, RV 334

Allegro non molto
Largo
Allegro non molto
- Concerto N° 4 in mi maggiore, RV 263a

Allegro non molto
Largo
Allegro non molto
- Concerto N° 5 in la minore, RV 358

Adagio - Presto
Largo
Allegro
- Concerto N° 6 in la maggiore, RV 348

Allegro
Largo
Allegro non molto
- Concerto N° 7 in si bemolle maggiore, RV 359

Allegro
Largo
Allegro
- Concerto N° 8 in re minore, RV 238

Allegro
Largo
Allegro
- Concerto N° 9 in si bemolle maggiore, RV 530

Allegro
Largo e spiccato
Allegro
- Concerto N° 10 in sol maggiore, RV 300

Allegro molto
Largo cantabile
Allegro
- Concerto N° 11 in do minore, RV 198a

Allegro
Adagio
Allegro
- Concerto N° 12 in si minore, RV 391

Allegro non molto
Largo
Allegro